# Введенское (Лотошинский район)
Введе́нское — деревня в Лотошинском районе Московской области России.
Относится к сельскому поселению Микулинское, до реформы 2006 года относилась к Введенскому сельскому округу. Население — 694 человек (2010).

## География
Расположена на автодороге Р90, в центральной части сельского поселения, на берегу реки Руссы, впадающей в Лобь, примерно в 15 километрах к северу от районного центра — посёлка городского типа Лотошино. В деревне две улицы. Соседние населённые пункты — деревни Курятниково, Мазлово и Шелгуново. Автобусное сообщение с городом Тверью, посёлками Лотошино и Шаховская.
В 3 километрах на северо-запад от деревни расположен государственный памятник природы «Верховое болото» площадью 163 га, имеющий научное и водоохранное значение областного масштаба.

## Население
| 1859 | 1886 | 2002 | 2006 | 2010 |
| ---- | ---- | ---- | ---- | ---- |
| 225  | ↗308 | ↗691 | ↗776 | ↘694 |

## История
На карте Тверской губернии А. И. Менде 1850 года и специальной карте Европейской России 1871 года И. А. Стрельбицкого обозначена как Веденское.
По сведениям 1859 года — деревня Храневского прихода, Микулинской волости Старицкого уезда Тверской губернии в 45 верстах от уездного города, на возвышенности, при реке Русце, с 25 дворами, 13 колодцами, 1 прудом и 229 жителями (108 мужчин, 121 женщина).
В «Списке населённых мест» 1862 года Веденское — владельческое сельцо 2-го стана Старицкого уезда по Волоколамскому тракту в город Тверь, при реке Рузце, с 26 дворами и 225 жителями (103 мужчины, 122 женщины).
В 1886 году — 49 дворов и 308 жителей (140 мужчин, 168 женщин). В 1915 году насчитывалось 64 двора.
С 1930 года — населённый пункт в составе Лотошинского района Московской области.
В 1998 году решением Московской областной думы деревня была объединена с посёлком центральной усадьбы совхоза «Введенский» в один сельский населённый пункт — деревню Введенское — в связи с их фактическим слиянием.